# Bogutovac
Bogutovac (cyr. Богутовац) – wieś w Serbii, w okręgu raskim, w mieście Kraljevo. W 2011 roku liczyła 448 mieszkańców.